# Ван Сяочэнь
Ван Сяочэ́нь (кит. упр. 王晓晨, пиньинь Wáng Xiǎochén, р.25 июля 1988 года) — китайская актриса. 

## Биография

### Ранние годы
В возрасте трех лет Ван Сяочэнь начала заниматься танцами: уже в детстве она сама продюсировала свои выступления, чтобы поделиться с другими своим творчеством. Однако мама Ван Сяочэнь посчитала, что век танцора недолог, а петь можно до глубокой старости, поэтому в возрасте 9 лет будущая актриса отправилась в Шаньдунский художественный институт, чтобы учиться Пекинской опере. Позже, приобретя навыки танцев и пения, Ван Сяочэнь поступила в Шанхайскую академию драмы.

### Опыт театрального искусства
Актерская карьера Ван Сяочэнь началась в 2006 году во время учебы в институте, когда она снялась в телесериале «Современная красавица» (кит. «现代美女»)
После этого её актерская карьера пошла в гору.
В 2009 году она снялась в главной роли мелодрамы «Народное прошлое» (кит. «民国往事»), играя предпочитающую смерть бесчестью героиню Мэй Шаочжэн.
В 2010 году, изучавшая Пекинскую оперу Ван Сяочэнь, была выбрана на роль Чжао Сяопин в любовной драме «Папа комик» (кит. 丑角爸爸) . В том же году снялась в главной роли в военной анти-японской драме «Большая баня» (кит. 浴堂), где сыграла мягкую и добрую женщину.
В 2013 году вместе с Сюй Сэн снялась в главных ролях драмы о Войне против японских захватчиков «Шипы божественных оружий» (кит. 《神枪之倒刺 》, где исполнила роль начальника бюро военной разведки Гоминьдана.
В 2015 году она снялась в драме «Славное время», которая позднее выиграла национальный фестиваль драмы и принесла ей победу в номинации «Прорыв года 2015».
В 2016 году Ван Сяочэнь заняла первое место в премии «Актриса года» на китайском фестивале драмы после съемок в фильме «Время второго ребенка».
В 2017 году роль в фильме «Секрет счастья» принесла ей приз зрительских симпатий на Золотой бегонии. В том же году она получила звание самой перспективной артистки 2017 года.
В марте 2018 года снялась в драме «Осмелишься ли ты любить меня», а в сентябре 2018 года в фильме «Старая таверна».

## Общественная жизнь
В 2017 году Ван Сяочэнь участвовала в пятом юбилейном фестивале Bazaar в качестве посла, чтобы помочь нуждающимся детям, проживающим в гористых районах иметь право на художественное образование и реализовать свои мечты об искусстве. В том же году Ван Сяочэнь участвовала в основании фонда, в задачи которого входит поддержка воспитания детей в традициях китайской культуры.
В 2018 году актриса записала рекламный ролик, где выступила против незаконной торговли слоновой костью в поддержку ассоциации сохранения природы TNC (The Nature Conservancy).
В 2019 году Ван Сяочэнь была приглашена в китайскую газету «Чжунго циннянь» (кит. 中国青年) для участия в обсуждении распространенных проблем молодых людей и вопросов заботы о старшем поколении.